# Прибутковий будинок Скаржинської
Прибутковий будинок Скаржинської, кафе Робіна — пам'ятка історії та архітектури, об'єкт культурної спадщини. Знаходиться в Одесі на перетині вулиць Ланжеронівської, 24 і Європейської, 12.

## Історія будівлі
З 1856 в будівлі знаходився дім купця К. Папудова (лицьовий флігель), побудований за проектом архітектора Черкунова Н. Н.
У 1906 його перебудовують під прибутковий будинок для пані Скаржинської архітектор М. Р. Рейнгерц і інженер В. І. Зуєв. Основної переробки зазнав внутрішньодворовий (правобічний) флігель. Наступний ремонт будівлі проходив 2001 під керівництвом архітектора Ю. Д. Барзашвілі та інженера Р. Н. Плахотного.
В цьому будинку розміщувалося знамените кафе Робіна, слава якого не поступалася кафе Фанконі, розташованого по діагоналі. Після нього тут часто змінювалися вивіски: «Булонський ліс», «Грузинський Лувр», «Хвиля», під час окупації румунами — «Романія», знову «Хвиля» і, нарешті, «Україна». Певний час в цій будівлі, з боку Ланжеронівської знаходився театр мініатюр, у рекламному листку якого значилося «…Оперета, шарж, пародія, дивертисмент, сінематографічні картини. Вистави безперервно від 6 години вечора до 12-ї ночі. Програма змінюється щотижня…».